# Arborophila sumatrana
El arborófila de Sumatra (Arborophila sumatrana) es una especie de ave galliforme de la familia Phasianidae; algunos la consideran una subespecie de Arborophila orientalis.

## Distribución geográfica
Es endémica de las selvas montanas del centro-sudoeste de Sumatra.

## Estado de conservación
Se encuentra ligeramente amenazada por la pérdida de su hábitat natural.